# Rhytiphora leucolateralis
Rhytiphora leucolateralis là một loài bọ cánh cứng trong họ Cerambycidae.